# Nikolaus Schmitt (Jurist)

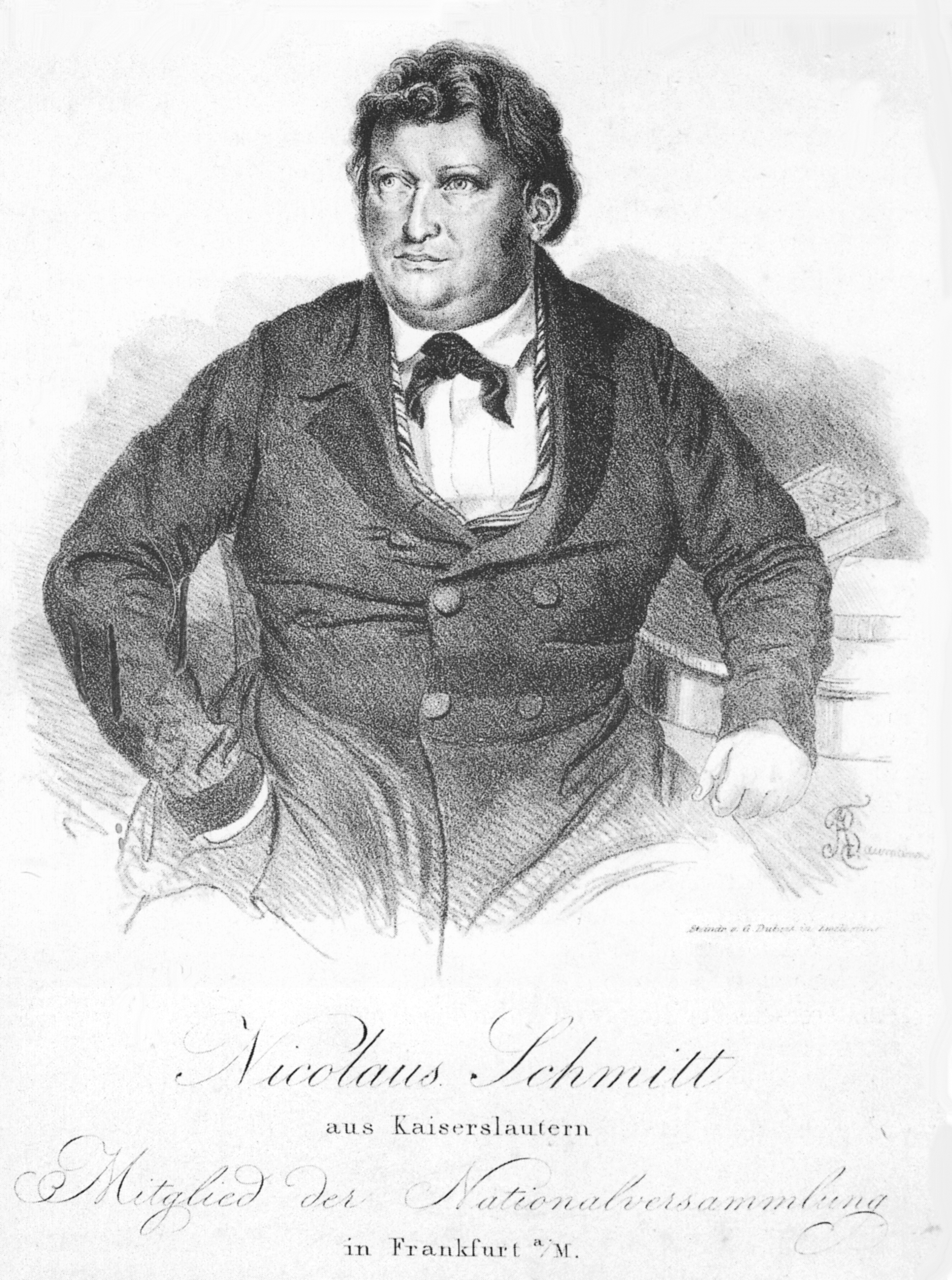
Nikolaus Schmitt 1806–1860

Nikolaus Eduard Heinrich Schmitt (* 21. Januar 1806 in Kaiserslautern; † 13. Februar 1860 in Philadelphia) war Abgeordneter der Frankfurter Nationalversammlung und Mitglied der revolutionären Regierung der Pfalz.

## Leben
Schmitt war der Sohn eines Anwalts und studierte selbst Rechtswissenschaften an den Universitäten Würzburg, Heidelberg, München und Jena. Während seines Studiums wurde er 1829 Mitglied der Burschenschaft Markomannia München. Ein Untersuchungsverfahren wegen seiner Aktivitäten in der Burschenschaft endete 1836 mit einem Freispruch, der allerdings mit einem Berufsverbot für den Staatsdienst verbunden war. Er ließ sich daher als Rechtskonsulent in Kaiserslautern nieder, wo er von 1837 bis 1849 auch als Herausgeber und Redakteur des "Boten für Stadt und Land" fungierte. 1848 wurde er in den Stadtrat von Kaiserslautern gewählt. Dieser Wahlbezirk entsandte ihn auch in die Frankfurter Nationalversammlung, der er vom 18. Mai 1848 bis 30. Mai 1849 angehörte. Er gehörte dort zur äußersten Linken (Donnersberg-Fraktion). Auf der Volksversammlung vom 2. Mai 1849 in Kaiserslautern, die den Beginn des Pfälzischen Aufstandes darstellt, wurde Schmitt in den zehnköpfigen Landesverteidigungsausschuss gewählt. Auf der Volksversammlung vom 17. Mai 1849 in Kaiserslautern wurde Schmitt zu einem der Ersatzleute für die fünfköpfige provisorische Regierung gewählt. Da die in die Regierung gewählten Abgeordneten der Frankfurter Nationalversammlung Friedrich Schüler, August Ferdinand Culmann und Georg Friedrich Kolb nicht anwesend waren und später die Wahl ablehnten, gehörte Schmitt seit dem 17. Mai als Innenminister zur provisorischen Regierung unter Joseph Martin Reichard.
Nach der Niederschlagung des Aufstandes flüchtete Schmitt über die Schweiz und Frankreich in die Vereinigten Staaten von Nordamerika, wo er sich in Philadelphia als Anwalt niederließ. 1851 wurde Schmitt wegen seiner Beteiligung am Aufstand in Abwesenheit zum Tode verurteilt. In Amerika schloss er sich der Republikanischen Partei an und war einer der Mitbegründer der lokalen Parteiorganisation in Philadelphia. Gemeinsam mit seinem früheren Mitstreiter Reichard, der gleichfalls emigriert war, gab er die Tageszeitung Volksvertreter heraus und war Gründer der Zeitschrift Gradaus.
Schmitt war Präsident des German Fremont Club. 1858 hielt er einen Vortrag über Leben und Wirken von Friedrich Wilhelm von Steuben, der in Philadelphia publiziert wurde.